# Toppig sjömus
Toppig sjömus (Spatangus raschi) är en sjöborreart som först beskrevs av Sven Lovén 1869.
Toppig sjömus ingår i släktet Spatangus och familjen sjömöss. Enligt den svenska rödlistan är arten starkt hotad i Sverige. Arten förekommer i Götaland. Artens livsmiljö är havet.